# Rhodocene
Rhodocene, chính thức là bis(η5-cyclopentadienyl)rhodium(II), là một hợp chất hóa học với công thức [Rh(C5H5)2]. 
Rhodocene, chính thức là bis(η5-cyclopentadienyl)rhodium(II), là một hợp chất hóa học với công thức [Rh(C5H5)2]. Gốc tự do được tìm thấy ở trên 150 °C hoặc khi nó bị bẫy bằng cách làm lạnh ở nhiệt độ nitơ lỏng (−196 °C). Tại nhiệt độ trong phòng, các cặp gốc tự do này kết hợp để tạo thành một dimer, một chất rắn màu vàng trong đó hai trong số các vòng tròn cyclopentadienyl này được kết nối. The [Rh(C5H5)2] Gốc tự do được tìm thấy ở trên 150 °C hoặc khi nó bị bẫy bằng cách làm lạnh ở nhiệt độ nitơ lỏng (−196 °C). Tại nhiệt độ trong phòng, các cặp gốc tự do này kết hợp để tạo thành một dimer, một chất rắn màu vàng trong đó hai trong số các vòng tròn cyclopentadienyl này được kết nối.
Các nhà nghiên cứu y sinh đã xem xét các ứng dụng của các hợp chất rhodium và các dẫn xuất của chúng trong y học và báo cáo một ứng dụng tiềm năng của một dẫn xuất rhodocene như là một dược học phóng xạ để điều trị ung thư nhỏ. 
Lịch sử của hóa học hữu cơ kim loại bao gồm các phát hiện muối Zeise trong thế kỷ 19 và phát hiện của Ludwig Mond về nickel tetracarbonyl. Những hợp chất này đã đặt ra một thách thức cho các nhà hóa học do các hợp chất này không phù hợp với kiểu liên kết hóa học như chúng được hiểu vào thời điểm đó. Một thách thức nữa nảy sinh với việc phát hiện ferrocene, chất tượng tự của sắt của rhodocene và chất đầu tiên của lớp các hợp chất nay được biết đến với tên gọi metallocene. Ferrocene được nhận thấy là bền hóa học một cách bất thường.